# Гробуа-ле-Тише
Гробуа́-ле-Тише́ (фр. Grosbois-lès-Tichey) — коммуна во Франции, находится в регионе Бургундия. Департамент коммуны — Кот-д’Ор. Входит в состав кантона Сёр. Округ коммуны — Бон.
Код INSEE коммуны — 21311.

## Население
Население коммуны на 2010 год составляло 75 человек.
| 1962 | 1968 | 1975 | 1982 | 1990 | 1999 | 2010 |
| ---- | ---- | ---- | ---- | ---- | ---- | ---- |
| 68   | 57   | 46   | 47   | 50   | 42   | 75   |

## Экономика
В 2010 году среди 44 человек трудоспособного возраста (15—64 лет) 34 были экономически активными, 10 — неактивными (показатель активности — 77,3 %, в 1999 году было 77,3 %). Из 34 активных жителей работали 29 человек (17 мужчин и 12 женщин), безработных было 5 (3 мужчин и 2 женщины). Среди 10 неактивных 3 человека были учениками или студентами, 2 — пенсионерами, 5 были неактивными по другим причинам.